# Sport (quotidiano)
Sport è un quotidiano sportivo spagnolo che esce a Barcellona. Secondo i dati provenienti dall'Oficina de Justificación de la Difusión (OJD) che risalgono a luglio 2010, ha una tiratura media giornaliera di 158 820 copie ed una vendita di 102.853 esemplari. Questi dati lo rendono il quarto giornale di sport per diffusione nel suo paese dopo Marca, AS e El Mundo Deportivo. Sport appartiene al Grupo Zeta, azienda editoriale che stampa anche il El Periódico de Catalunya o riviste come Tiempo e Interviú.
Sport nelle sue pagine ha un occhio di riguardo per gli avvenimenti sportivi concernenti la Catalogna ed in particolar modo la squadra di calcio del Barcellona.